# Conclave de 1431
O conclave papal ocorrido entre 2 a 3 de março de 1431 resultou na eleição do Papa Eugênio IV depois da morte do Papa Martinho V.

## Situação Geral

Brasão papal de Sua Santidade o papa Eugênio IV

O Papa Martinho V morreu em 20 de fevereiro de 1431. Durante esta Sede Vacante, eram vinte e três cardeais, mas o próprio Colégio considerou que teve uma adesão de 19 válidos. Juan Casanova, OP, e Guillaume Raguenel de Montfort havia sido criados sem publicação (uma inovação do Papa Martinho V). Um terceiro, Domenico Capranica, havia sido criado e publicado cardeal, mas ainda não havia sido recebido pelo Colégio dos Cardeais. Além disso, um outro cardeal, Philip Repington, Can. Reg. de Santo Agostinho, estava em descanso completo na Inglaterra, e não tinha sido reconhecido como um membro do colégio pelo menos desde 1409. Por conseguinte, o próprio colégio considerou que teve uma adesão de 19 válidos. Destes, seis estavam ausentes da eleição. O 13 restante foram os eleitores presentes no conclave. O cardeal Gabriele Condulmer, Can. Reg. de Santo Agostinho de S. Giorgio em Alga, foi eleito Papa em 3 de março de 1431 e tomou o nome de Eugênio IV.

## Lista de participantes
| Consistóro                          | 1431 |
| ----------------------------------- | ---- |
| Junho 1405                          | 1    |
| Consistórios de Inocêncio VII       | 1    |
| Maio 1408                           | 2    |
| Consistórios de Gregório XII        | 2    |
| Setembro 1408                       | 1    |
| Consistórios de Antipapa Bento XIII | 1    |
| Junho 1411                          | 3    |
| Setembro 1414                       | 1    |
| Consistórios de Antipapa João XXIII | 4    |
| Julho 1423                          | 2    |
| Maio 1426                           | 10   |
| Consistórios de Martinho V          | 12   |
| Total                               | 20   |

| Criado por                    | Cardeais | Por Cento |
| ----------------------------- | -------- | --------- |
| Papa Inocêncio VII (IVII)     | 01       | 5 %       |
| Antipapa Bento XIII (ABXIII)  | 01       | 5 %       |
| Antipapa João XXIII (AJXXIII) | 04       | 20 %      |
| Papa Gregório XII (GXII)      | 02       | 10 %      |
| Papa Martinho V (MV)          | 012      | 60 %      |
| Total                         | 20       | 100 %     |

### Cardeais Bispos
| Nº | Nome            | Consistório | Papa |
| -- | --------------- | ----------- | ---- |
| 1  | Antonio Correr  | Maio 1408   | GXII |
| 2  | Giordano Orsini | Junho 1405  | IVII |

### Cardeais Presbíteros
| Nº | Nome                       | Consistório   | Papa   |
| -- | -------------------------- | ------------- | ------ |
| 3  | Gabriel Condulmer          | Maio 1408     | GXII   |
| 4  | Ardicino della Porta       | Setembro 1408 | ABXIII |
| 5  | Antonio Panciera           | Junho 1411    | AJXIII |
| 6  | Branda Castiglione         | Junho 1411    | AJXIII |
| 7  | Lucido Conti               | Junho 1411    | AJXIII |
| 8  | Domenico Capranica         | Julho 1423    | MV     |
| 9  | Jean de la Rochetaillée    | Maio 1426     | MV     |
| 10 | Antonio Casini             | Maio 1426     | MV     |
| 11 | Niccolò Albergati, O.Cart. | Maio 1426     | MV     |

### Cardeais Diáconos
| Nº | Nome                       | Consistório | Papa |
| -- | -------------------------- | ----------- | ---- |
| 12 | Ardicino della Porta (Sr.) | Maio 1426   | MV   |
| 13 | Prospero Colonna           | Maio 1426   | MV   |
| 14 | Giuliano Cesarini          | Maio 1426   | MV   |

### Cardeais ausentes

#### Cardeal Bispo
| Nº | Nome                         | Consistório   | Papa    |
| -- | ---------------------------- | ------------- | ------- |
| 15 | Pierre de Foix (Sr.), O.F.M. | Setembro 1414 | AJXXIII |

#### Cardeais Presbíteros
| Nº | Nome                           | Consistório | Papa |
| -- | ------------------------------ | ----------- | ---- |
| 16 | Domingo Ram y Lanaja, C.R.S.A. | Julho 1423  | MV   |
| 17 | Louis Aleman                   | Maio 1426   | MV   |
| 18 | Henry Beaufort                 | Maio 1426   | MV   |
| 19 | Juan Cervantes                 | Maio 1426   | MV   |

#### Cardeal Diacono
| Nº | Nome                        | Consistório | Papa |
| -- | --------------------------- | ----------- | ---- |
| 20 | Hugues Lancelot de Lusignan | Maio 1426   | MV   |